# Сісіній ІІ
Сісіній ІІ (грец. Σισίνιος Β΄лат. Sisinios B', ? — 24 серпня 999) — Константинопольський патріарх в 996–999 роках.
Був патріархом до своєї смерті в 999 році. Сісіній був надзвичайно добре освічений і був удостоєний званням магістра по лікарській справі. Під час його патріаршества Православна церква займалась суспільними проблемами, питаннями весілля та розлучення, а також питаннями про розширення Вселенської патріархії. Відомі його літературні праці «Похвала в честь мучеників Кирика та Іулітти» і «Слово про дива святого Михайла в Хонах». Він помер 24 серпня 999 року.
За свідченням, що приводиться Ях'я Антіохійським, Сисіній II був призначений на двадцять першому році правління Василя II, в день Пасхи, 12 квітня 996 року.